# Рібейра-Гранде-де-Сантьягу (Кабо-Верде)
Рібейра-Гранде-де-Сантьягу (порт. Ribeira Grande de Santiago) — один з 22 муніципалітетів Кабо-Верде. Розташований на острові Сантьягу.
Населення становить 8 415 осіб (2015). Площа муніципалітету — 137,3.

## Адміністративний поділ
До муніципалітету належить дві парафії (фрегезії): Сантіссімо-Номе-де-Жезус, Сан-Жао-Баптіста.

## Населення
Згідно із переписом населення 2010 року населення муніципалітету становило 8 325 осіб. За оцінкою 2015 року — 8 415.
У минулому динаміка зміни чисельності населення виглядала так:
| Рік  | Населення |
| ---- | --------- |
| 1980 | 6,321     |
| 1990 | 6,527     |
| 2000 | 7,713     |
| 2010 | 8,325     |